# Plebicula addenda
Plebicula addenda är en fjärilsart som beskrevs av Tutt 1898. Plebicula addenda ingår i släktet Plebicula och familjen juvelvingar. Inga underarter finns listade i Catalogue of Life.